# 아치 앤드루스
아치볼드 "아치" 앤드루스(영어: Archibald "Archie" Andrews)는 아치 코믹스에서 출판하는 아치 시리즈의 주인공 캐릭터이다. 1941년 12월 《펩 코믹스》 22호에 처음 등장했고, 존 L. 골드워터와 밥 몬태나가 공동 창작하였다.
라디오 드라마판에서는 찰스 멀런, 잭 그라임스, 버트 보이어, 밥 헤이스팅스가 성우를 맡았고, 애니메이션판에서는 댈러스 매케넌, J. 마이클 론체티, 앤드루 래널스 등이 성우를 맡았다. 실사 드라마 《리버데일》에서는 KJ 아파가 아치를 연기한다.